# اوال
اُوال (به آلمانی: Oval) یک گروه موسیقی الکترونیک است که در سال ۱۹۹۱ در آلمان تأسیس شد.

## پیشینه
اعضای اصلی این گروه مارکوس پوپ، سباستین اوسچتز، و فرانک متزگر بودند. بااین‌حال اوسچتز و متزگر گروه را در سال ۱۹۹۵ ترک کردند. امروزه این سه نفر را پیشگامان سبک گلیچ می‌دانند. گلیچ یکی از سبک‌های موسیقی الکترونیک است که عموماً با صداهای عجیبی که ناشی از خرابی عمدی سازهای الکترونیک و تجهیزات دیجیتال تولید صوت هستند مشخّص می‌شود.